# فضيحة التجسس الأسترالية الإندونيسية
فضيحة التجسس الأسترالية الإندونيسية قضية تتعلق بمزاعم صدرت في عام 2013 من قبل الغارديان وهيئة الإذاعة الأسترالية. استنادًا إلى المستندات التي تم تسريبها إلى الغارديان وهيئة الإذاعة الأسترالية بأن إدارة الإشارات الأسترالية حاولت مراقبة مكالمات الهاتف المحمول التي أجراها الرئيس الإندونيسي سوسيلو بامبانج يودويونو، وزوجته كريستاني هيراواتي، وعدد من كبار المسؤولين الإندونيسيين.

## خلفية
ابتداءً من يونيو 2013 كشفت تقارير من وسائل الإعلام بما في ذلك الجارديان وواشنطن بوست عن تفاصيل عمليات المراقبة الجماعية لوكالة الأمن القومي الأمريكية للرعايا الأمريكيين والأجانب. استندت التقارير إلى سلسلة من الوثائق السرية التي سربها المقاول السابق لوكالة الأمن القومي إدوارد سنودن. أشارت إفصاحات أخرى إلى أن عمليات المراقبة في وكالة الأمن القومي امتدت لتشمل وكالات جمع المعلومات الاستخباراتية لحلفاء الولايات المتحدة، بما في ذلك مقر اتصالات الحكومة البريطانية ومديرية إشارات الدفاع الأسترالية.
في أكتوبر 2013 ذكرت دير شبيجل أن أجهزة المخابرات الألمانية قد تلقت «أدلة موثوقة» على أن هاتف المستشارة أنجيلا ميركل كان مستهدفًا من قبل وكالة الأمن القومي. في وقت لاحق من ذلك الشهر ذكرت تقارير من دير شبيغل وفيرفاكس ميديا أن السفارات الأسترالية والمكاتب الدبلوماسية في آسيا كانت تستخدم لاعتراض المكالمات الهاتفية والبيانات، بما في ذلك خلال مؤتمر الأمم المتحدة لتغير المناخ لعام 2007.
في عام 2004 أثناء أزمة تيمور الشرقية، قامت إندونيسيا بسرقة السفارة الأسترالية في جاكرتا وحاولت تجنيد الأستراليين كجواسيس، كما اعترف رئيس الاستخبارات الإندونيسية المتقاعد الجنرال عبد الله محمود هندريديونو.

## الاستجابة
دفعت الادعاءات إندونيسيا إلى استدعاء سفيرها لدى أستراليا نجيب ريفات كيسويما في نوفمبر 2013. رفض رئيس الوزراء الأسترالي توني أبوت في البداية الاعتذار أو التعليق على الأمر، مما أثار اتهامات من الرئيس يودويونو بأنه «قلل» من استجابة إندونيسيا للقضية. في حديثه إلى البرلمان استمر أبوت في القول بأن أستراليا «لا ينبغي أن يُتوقع منها الاعتذار عن... أنشطة معقولة لجمع المعلومات الاستخباراتية». في اليوم التالي استجابت إندونيسيا من خلال استعراض جميع مجالات التعاون الثنائي، بما في ذلك حول القضايا المتعلقة بتهريب الأشخاص، وهي مكون رئيسي في سياسة حكومة عملية الحدود التي تتبعها حكومة أبوت.
أثار رد الحكومة الأسترالية على القضية انتقادات من الزعماء الحاليين والسابقين في كلا البلدين بما في ذلك رئيس الوزراء السابق مالكولم فريزر، ونائب الرئيس السابق يوسف كالا، ووزير الخارجية الإندونيسي مارتي ناتاليجاوا، بالإضافة إلى التقارير السلبية في الإعلام الإندونيسي. كما تم تنظيم مظاهرات خارج سفارة أستراليا في جاكرتا.
في المقابل رفض زعيم المعارضة بيل شورتن انتقاد أبوت، بدلاً من ذلك أكد على أهمية العلاقة الثنائية، وحاججًا بأن رد الحكومة يجب أن يكون «لحظة فريق أستراليا». جادل وزير الخارجية الأسترالي السابق ألكساندر داونر بأن الرد الدبلوماسي على القضية «خارج عن سيطرة» حكومة توني أبوت.
جذبت هذه المزاعم ورد إندونيسيا تغطية كبيرة في وسائل الإعلام الإندونيسية والدولية، خاصة بعد مزاعم أن وكالة الأمن القومي الأمريكية حاولت مراقبة الهاتف المحمول للمستشارة الألمانية أنجيلا ميركل.